# Saulgé
Saulgé là một xã, tọa lạc ở tỉnh Vienne trong vùng Nouvelle-Aquitaine, Pháp. Xã này có diện tích 62,31 km², dân số năm 2014 là 1012 người. Xã nằm ở khu vực có độ cao trung bình 100 m trên mực nước biển.

## Hành chính
| Danh sách các xã trưởng |           |                 |      |         |
| Giai đoạn               | Giai đoạn | Tên             | Đảng | Tư cách |
| 1875                    | 1876      | Louis Deflour   |      |         |
| 1876                    | 1879      | Jules Butaud    |      |         |
| 2001                    | ...       | Jacques Larrant |      |         |